# Szafranki (powiat białostocki)
Szafranki – wieś w Polsce położona w województwie podlaskim, w powiecie białostockim, w gminie Tykocin.
W latach 1975–1998 miejscowość należała administracyjnie do województwa białostockiego.
W latach 1973–2001 w gminie Trzcianne.
Wierni kościoła rzymskokatolickiego należą do parafii Matki Bożej Miłosierdzia w Krośnie.